# Liste von Malern/J
Die folgende Liste führt möglichst umfassend Maler aller Epochen auf.
Die Liste ist soweit vorhanden alphabetisch nach Nachnamen geordnet.

## J…
Jablonska, Tetjana (1917–2005), Ukraine
Jackson, Matthew Day (* 1974)
Jacob d. Ä., Julius (1811–1882), Deutschland
Jacob d. J., Julius (1842–1929), Deutschland
Jacob, Walter (1893–1964)
Jacobi, Ricarda (1923–2020), Deutschland
Jacobi, Rudolf (1889–1972), Deutschland
Jacobsen, Egill (1910–1998), Dänemark
Jacobsen, Robert (1912–1993), Dänemark
Jacobsz., Dirck (um 1497–1567), Niederlande
Jacopo d'Antonello (vor 1457–1508), Italien
Jacque, Charles Emile (1813–1894), Frankreich
Jacquet, Alain (1939–2008), Frankreich
Jacquette, Yvonee (* 1934)
Jaeckel, Willy (1888–1944), Deutschland
Jaeg, Paul (* 1949), Österreich
Jahn, Anna Susanne (* 1961), Deutschland
Jahn, Gustav (1879–1919)
Jahn, Willy (1898–1973), Deutschland
Jahns, Maximilian (1887–1957), Deutschland
Jamnitzer, Wenzel (1507/08–1585), Deutschland
Jancke, August (1810–1840), Deutschland
Janda, Hermine von (1853–1929), Österreich
Janneck, Franz Christoph (1703–1761), Österreich
Janny, Georg (1864–1935), Österreich
Janscha, Laurenz (1749–1812), Österreich
Jansen, Franz M. (1885–1958), Deutschland
Jansen, Victor Emil (1807–1845), Deutschland
Janssen, Anya (* 1962), Niederlande
Janssen, Horst (1929–1995), Deutschland
Janssen, Johann Peter Theodor (1844–1908), Deutschland
Janssen, Tamme Weyert Theodor (1816–1894), Deutschland
Janssens, Abraham (1573/74–1632), Niederlande
Janthur, Richard (1883–1956), Deutschland
Janvier, Alex (1935–2024), Kanada
Jara, Fernando de la (* 1948), Peru, Deutschland
Jaroschenko, Nikolai Alexandrowitsch (1846–1898/99), Russland
Jaschke, Franz (1775–1842), Österreich
Jaschke, Franz (1862–1910), Österreich
Jauss, Anne Marie (1902–1991), Deutschland/USA
Jauss, Georg (1867–1922), Deutschland
Jawlensky, Alexej von (1865–1941), Russland/Deutschland
Jeaurat, Étienne (1699–1789), Frankreich
Jegoroff, Alexej (auch: Gegorow, Johann oder Egoroff, Alexej Jegorowitsch) (1776–1851), Russland
Jelgersma, Tako Hajo (1702–1795), USA
Jen-fa, Jen (1254–1327), China
Jenkins, Paul (1923–2012), USA
Jenkins, Thomas (1722–1798), Großbritannien
Jenney, Neil (* 1945), USA
Jensen, Alfred (1859–1935), Dänemark
Jensen, Alfred (1903–1981), USA
Jensen, Christian Albrecht (1792–1870), Dänemark
Jensen, Peter Heinrich (* 1915)
Jensen, Sergej (* 1973), Dänemark
Jenssen, Hans Christian (* 1940)
Jervas, Charles (1675–1739), Irland
Jessen, Carl Ludwig (1833–1917), Deutschland
Jiang Tingxi (1669–1732), China
Jirgal, Lucia (1914–2007), Österreich
Joachims, Hieronymus (1619–1660), Österreich
Johnson, Jonathan Eastman (1824–1906), USA
Johansen, Einer  (1893–1965), Dänemark
Johansson, Eric (1896–1979), Deutschland, Schweden
John, Augustus (1878–1961), Vereinigtes Königreich
John, Dina (* 1963), Deutschland
John, Erika (1943–2007/08), Deutschland
John, Gwen (1876–1939)
Johns, Jasper (* 1930), USA
Johnson, Sargent (1888–1967), USA
Jollain, Nicolas-René (1732–1804), Frankreich
Jolivard, André (1787–1851), Frankreich
Jonas D. (* 1935 Luckenwalde, Deutschland, eigentlich Jonas Dangschat)
Jones, Allen (* 1937), Vereinigtes Königreich
Jones, Lois Mailou (1905–1990er), USA
Jones, Thomas (1742–1803), England
Jonghe, Gustave Léonard de (1829–1893), Belgien
Jonghe, Jan Baptiste de (1785–1844), Niederlande, Belgien
Jordaens, Jacob (1593–1678), Flandern
Jordan, Oliver (* 1958), Deutschland
Jørgensen, Aksel (1883–1957) Dänemark
Joris, David (1501/02–1556), Niederlande
Joris, Pio (1843–1921), Italien
Jorn, Asger (1914–1973), Dänemark
Joubert, Léon (1851–1928), Frankreich
Jourdan, Théodore (1833–1908), Frankreich
Jouvenet, Jean (1644–1717), Frankreich
Jüchser, Hans (1894–1977), Deutschland
Judd, Donald (1928–1994), USA
Juel, Jens (1745–1802), Dänemark
Juergens, Alfred (1866–1934), USA
Juncker, Justus (1703–1767), Deutschland
Juneau, Denis (1925–2014), Kanada
Jung, Renate (* 1943), Deutschland
Junghans, Fritz (1909–1975)
Jungheim, Julius (1878–1957), Düsseldorf
Junker, Karl (1850–1912), Deutschland
Juon, Konstantin (1875–1958), Russland
Juretzek Tina (* 1952), Deutschland
Jürgens, Grethe (1899–1981), Deutschland
Jürgens, Manfred W. (* 1956), Deutschland
Jurkiewicz, Walt
Jütz, Tom (1965–2020), Deutschland